# Polonia all'Eurovision Young Musicians
La Polonia ha debuttato all'Eurovision Young Musicians 1992, svoltosi a Bruxelles, in Belgio, riuscendo a vincere l'edizione stessa. La nazione ha vinto ben 3 volte la competizione, ospitando anche l'evento nel 1994.

## Partecipazioni
- Primo posto
- Secondo posto
- Terzo posto

| Anno                            | Artista              | Strumento           | Canzone | Posizione           | Posizione           |
| Anno                            | Artista              | Strumento           | Canzone | Finale              | Semifinale          |
| ------------------------------- | -------------------- | ------------------- | --- | ------------------- | ------------------- |
| 1992                            | Bartłomiej Nizioł    | Violino             | N.A. | 1º                  | N.A.                |
| 1994                            | Lukasz Szyrner       | Violoncello         | 1) Danse du diable vert, di Gaspar Cassadó | Non qualificata     | Non qualificata     |
| 1996                            | Maria Nowak          | Violino             | N.A. | F                   | N.A.                |
| Nessuna partecipazione nel 1998 |                      |                     | |                     |                     |
| 2000                            | Stanisław Drzewiecki | Pianoforte          | 1) Concerto per Pianoforte in E minore, Op. 11, terzo movimento, di Frederic Chopin | 1º                  | N.A.                |
| 2002                            | Piotr Jasiurkowski   | Violino             | 1) Gipsy Melodies, di Pablo de Sarasate | F                   | N.A.                |
| 2004                            | Agnieszka Grzybowska | Percussioni         | 1) Concerto per Marimba e Cordofoni, di Ney Rosauro | F                   | N.A.                |
| 2006                            | Jacek Kortus         | Pianoforte          | N.A. | Non qualificata     | Non qualificata     |
| 2008                            | Marta Kowalczyk      | Violino             | 1) Fantasie Brillante sur Gounod's "Faust", Op.20, di Henryk Wieniawski | Non qualificata     | Non qualificata     |
| 2010                            | Bartosz Głowacki     | Fisarmonica         | 1) Concerto "Classico" per Fisarmonica e Orchestra, di Mikolaj Majkusiak | F                   | N.A.                |
| 2012                            | Jagoda Krzemińska    | Flauto              | 1) Joueurs de Flute - "Pan", di Albert Roussel 2) Staccato - Fantaisie, di Wilhelm Popp 3) Concertino, di Cécile Chaminade (Serata finale) | 4                   | N.A.                |
| 2014                            | Bartosz Kołsut       | Fisarmonica         | 1) Praeludium and Fugue in h minor BWV 893 by Johann Sebastian Bach 2) vicino al ritratto di Niccolo Paganini, di Volodymyr Runchak 3) Don Rhapsody, parte 3, di Vjatcheslav Siemionov 4) "Concerto Classico", parte 1, di Bronisław Kazimierz Przybylski (Serata finale) | F                   | Niente semifinali   |
| 2016                            | Łukasz Dyczko        | Sassofono           | 1) Rhapsody pour Saxophone alto, di André Waignein | 1                   | Niente semifinali   |
| 2018                            | Marta Chlebicka      | Flauto              | 1) Hamburger Sonate in G maggiore, di Carl Philipp Emanuel Bach 2) Rigoletto Fantasie, Op. 335, di W. Popp | Non qualificata     | Non qualificata     |
| 2020                            | Edizione cancellata  | Edizione cancellata | Edizione cancellata | Edizione cancellata | Edizione cancellata |
| 2022                            | Milena Pioruńska     | Violino             | 1) Concerto per violino n. 2 in Re minore di Henryk Wieniawski | F                   | Niente semifinali   |
| 2024                            | Jeremi Tabęcki       | Clarinetto          | 1) Fantasia da concerto su motivi del Rigoletto di Luigi Bassi | F                   | Niente semifinali   |

## Città ospitanti
| Anno | Città    | Luogo                      | Presentatori |
| ---- | -------- | -------------------------- | ------------ |
| 1994 | Varsavia | National Philharmonic Hall | N.A.         |